# Ек
Ек (фр. Hecq) је насеље и општина у североисточној Француској у региону Север-Па д Кале, у департману Север која припада префектури Авне сир Елп.
По подацима из 2011. године у општини је живело 354 становника, а густина насељености је износила 260,29 становника/km². Општина се простире на површини од 1,36 km². Налази се на средњој надморској висини од 131 метар (максималној 156 m, а минималној 138 m).

## Демографија
| 1962. | 1968. | 1975. | 1982. | 1990. | 1999. | 2011. |
| ----- | ----- | ----- | ----- | ----- | ----- | ----- |
| 237   | 242   | 228   | 187   | 259   | 270   | 354   |

График промене броја становника у току последњих година